# Lijst van burgemeesters van Klimmen
Dit is een lijst van burgemeesters van de voormalige Nederlandse gemeente Klimmen tot die gemeente op 1 januari 1982 opging in de gemeente Voerendaal.
| Ambtsperiode | Naam burgemeester                                                     | Partij of stroming | Bijzonderheden                                                                           |
| ------------ | --------------------------------------------------------------------- | ------------------ | ---------------------------------------------------------------------------------------- |
| 1825 - 1830  | baron Franz von Fürth                                                 |                    | vanaf 1819 al schout                                                                     |
| 1830 - 1872  | J.P. Laeven                                                           |                    |                                                                                          |
| 1872 - 1908  | J. Schoenmaekers                                                      |                    |                                                                                          |
| 1908 - 1938  | jhr. H.E.M. (Hubert Emile Marie) van Nispen tot Pannerden (1878-1942) |                    |                                                                                          |
| 1938 - 1953  | M.A.H.A. Kerckhoffs                                                   |                    | tevens burgemeester van Hulsberg (1923-1953)                                             |
| 1953 - 1959  | Herman (H.Ph.M.) Schmedding                                           |                    | later burgemeester van Nuth                                                              |
| 1960 - 1975  | Jef (J.L.A.) Wolfs                                                    |                    | eerder burgemeester van Noorbeek                                                         |
| 1975 - 1982  | Huub (H.G.M.) Strous                                                  | KVP / CDA          | tevens waarnemend burgemeester van Wittem (1980-1982); later burgemeester van Voerendaal |